# Sankt Knuds Kirke (Bornholm)
 For alternative betydninger, se Sankt Knuds Kirke. (Se også artikler, som begynder med Sankt Knuds Kirke)
Sankt Knuds Kirke ligger på Bornholm, lidt øst for landsbyen Knudsker, ca. 3 km øst for Rønne.
En runesten med indskriften "Krist hjælpe hans sjæl" er indmuret over kirkens syddør.
- alter
- Prædikestol
- Døbefont